# Недомиці
Недомиці (пол. Niedomice) — село в Польщі, у гміні Жабно Тарновського повіту Малопольського воєводства.
Населення — 1996 осіб (2011).

## Демографія
Демографічна структура станом на 31 березня 2011 року:
|          | Загалом | Допрацездатний вік | Працездатний вік | Постпрацездатний вік |
| -------- | ------- | ------------------ | ---------------- | -------------------- |
| Чоловіки | 972     | 215                | 682              | 75                   |
| Жінки    | 1024    | 185                | 635              | 204                  |
| Разом    | 1996    | 400                | 1317             | 279                  |